# Vițelul de aur (film din 1968)
Vițelul de aur (în rusă Золотой телёнок, transliterat: Zolotoi telionok) este un film de comedie sovietic din 1968 regizat de Mihail Șveițer, inspirat din romanul omonim al lui Ilf și Petrov.

## Distribuție
- Serghei Iurski — Ostap Bender
- Leonid Kuravliov — Șura Balaganov
- Zinovi Gerdt — Panikovski
- Evgheni Evstigneev — Koreiko
- Svetlana Starikova — Zosia Sinițkaia
- Nikolai Boiarski — Adam Kozlevici
- Pavel Pavlenko — președinte Funt
- Mihail Kokșenov — secretar

## Lansare
A fost lansat în anul 1968 și a avut parte de mare succes comercial, fiind vizionat de 29,3 milioane de spectatori în cinematografele din Uniunea Sovietică.